# Casaque
Ne doit pas être confondu avec Kazakhs.

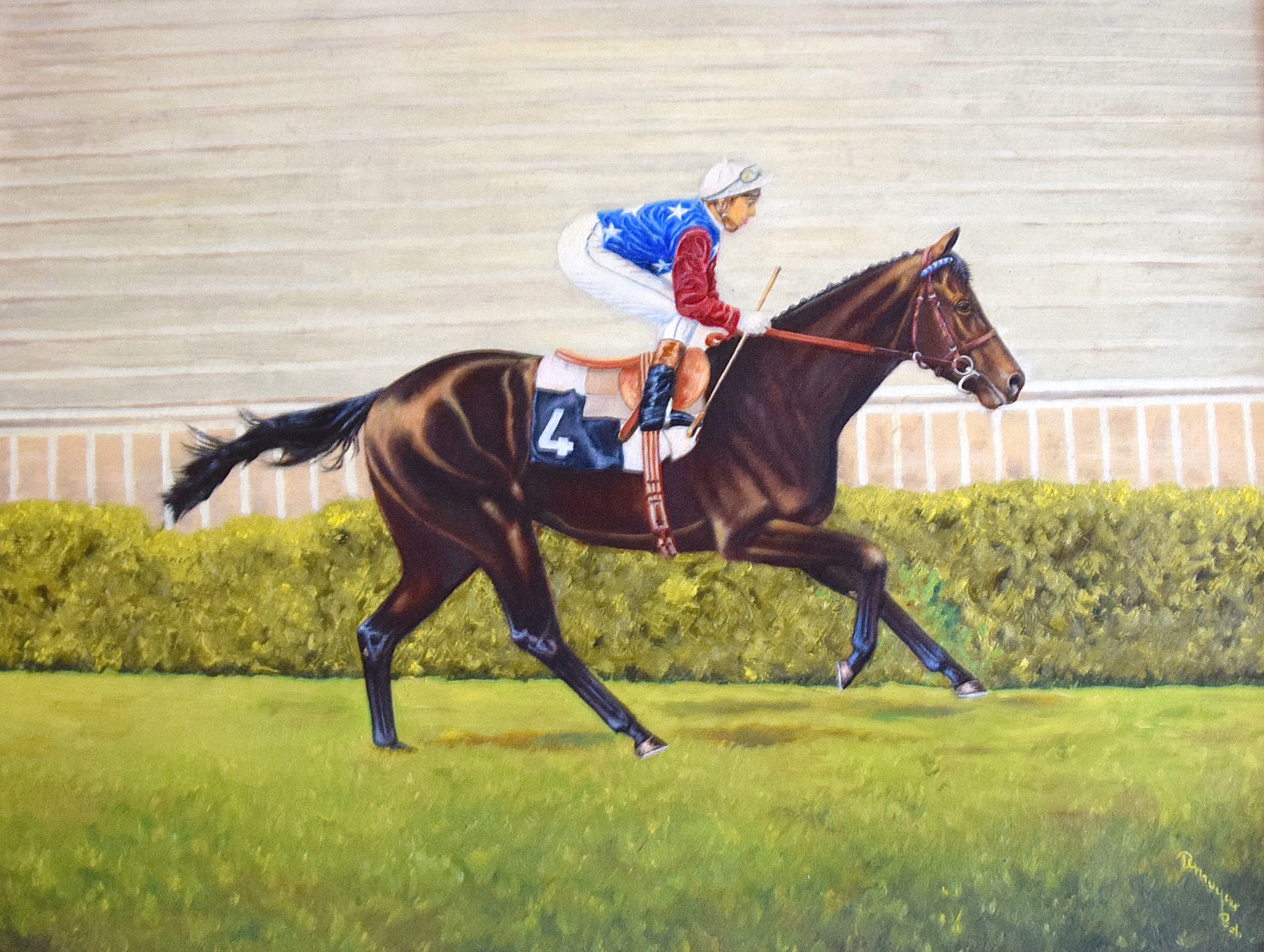
Casaque bleue, étoiles blanches, manches rouges et toque blanche, les couleurs d'un propriétaire belge.

Une casaque (mot venant du turc : kazak) était, aux XVIe et XVIIe siècles, un ample manteau d'homme, puis une veste que portaient anciennement les forçats. 
De nos jours, elle est portée dans le milieu médical, pour l'enduro et pour les jockeys. Elle était également portée par les mousquetaires.
Durant les courses hippiques, sa couleur associée à celle de la toque (qui recouvre la bombe), distingue les jockeys les uns des autres.

## Expression avec «casaque»
- Tourner casaque : changer de camp